# Sheriff Country (televizijska serija)
Sheriff Country nadolazeća je američka policijska dramska televizijska serija koju je za CBS kreirao Matt Lopez. Seriju produciraju Jerry Bruckheimer Television i CBS Studios. Ovo je prvi spin-off serije Goruća zemlja.
Serija će premijerno biti prikazana od 17. listopada 2025..

## Radnja
Radnja prati šerificu Mickey Fox, odlučnu i izravnu policajku koja patrolira ulicama malog grada Edgewatera i istražuje kriminalne aktivnosti. Osim profesionalnih izazova, Mickey se suočava i s obiteljskim problemima, uključujući napet odnos s ocem koji je bivši zatvorenik, te s tajanstvenim događajem povezanim s njezinom buntovnom kćeri. Mickey je polusestra Sharon Leone (Diane Farr), zapovjednice vatrogasne divizije „Cal Firea“ iz serije Goruća zemlja, a Sheriff Country predstavlja proširenje svijeta te popularne serije.

## Glumačka postava
- Morena Baccarin kao Mickey Fox
- Christopher Gorham kao Travis
- Michele Weaver kao Cassidy
- Matt Lauria kao Boone
- W. Earl Brown kao Wes Fox
- Amanda Arcuri kao Skye
- Caroline Rhea kao Gina, Mckeyna pomočnica
- Diane Farr kao Sharon Leone, Mickeyina polusestra

## Pregled serije
| Sezona | Sezona         | Epizoda        | Izvorno prikazivanje | Izvorno prikazivanje | Hrvatsko prikazivanje (Star Channel) | Hrvatsko prikazivanje (Star Channel) |
| Sezona | Sezona         | Epizoda        | Premijera            | Finale               | Premijera                            | Finale                               |
| ------ | -------------- | -------------- | -------------------- | -------------------- | ------------------------------------ | ------------------------------------ |
|        | Backdoor pilot | Backdoor pilot | 12. travnja 2024.    | 12. travnja 2024.    | 20. lipnja 2024.                     | 20. lipnja 2024.                     |
|        | 1.             | –              | 17. listopada 2025.  | –                    | Još nije najavljeno                  | Još nije najavljeno                  |

## Produkcija
Dana 23. siječnja 2024., objavljeno je da CBS razvija policijski spin-off serije Goruća zemlja, Serija je najavljena kao nastavak priče započete u šestoj epizodi druge sezone Goruće zemlje, pod naslovom Alert the Sheriff, koja je poslužila kao tzv. backdoor pilot. Erika Kennair sudjeluje kao izvršna producentica putem produkcijskih kuća JBTV i CBS Studios. Dana 19. lipnja 2024. potvrđeno je da će Matt Lopez biti showrunner i izvršni producent serije Sheriff Country.

## Vanjske poveznice
- Službena stranica na cbs.com
- Sherrif Country u internetskoj bazi filmova IMDb-a

1. ↑  Morena Baccarin To Headline ‘Fire Country’ Spinoff In Works At CBS. Deadline (engleski). 23. siječnja 2024. Pristupljeno 13. srpnja 2025.
2. ↑  ‘Sheriff Country’ Sets Matt Lopez As Showrunner. Deadline (engleski). 19. lipnja 2024. Pristupljeno 13. srpnja 2025.